# تيم كارزويل
تيم كارزويل (بالإنجليزية: Tim Carswell) هو دراج نيوزيلندي، ولد في 22 أكتوبر 1971 في كرايستشرش في نيوزيلندا.

## وصلات خارجية
- تيم كارزويل على موقع أرشيف الدراجات (الإنجليزية)
- تيم كارزويل على موقع إحصائيات الدراجات الإحترافية (الإنجليزية)
- تيم كارزويل على موقع اللجنة الأولمبية الدولية (الإنجليزية)
- تيم كارزويل على موقع أوليمبيديا (الإنجليزية)
- تيم كارزويل على موقع اللجنة الأولمبية النيوزيلندية (الإنجليزية)